# 禁じられた愛 (ボン・ジョヴィの曲)
「禁じられた愛」（きんじられたあい、You Give Love a Bad Name）は、ボン・ジョヴィが1986年7月23日に発表したシングル。

## 解説
3作目のオリジナルアルバム『ワイルド・イン・ザ・ストリーツ（原題：Slippery When Wet）』からのシングルカット。同アルバムの先行シングルおよび1986年の第1弾作品としてリリース。
Billboard Hot 100・総合シングルチャート（1986年11月29日付）において週間1位を獲得した、ボン・ジョヴィの代表曲のひとつ。2010年までに発表されたベスト・アルバム全てで収録曲に名を連ねている。
表題曲は、日本でも「禁じられた愛」の曲名あるいは「Shot through the heart」のフレーズで知られる。
共同作者のデズモンド・チャイルドは、この曲のサビを多用しており、ボニー・タイラーの「If You Were a Woman (And I Was a Man)」や
アリス・クーパーの「Bed of Nails」、エイバ・マックスの「Kings & Queens」でも使用している。

## 収録曲
1. ユー・ギブ・ラブ・ア・バッド・ネーム（禁じられた愛） -You Give Love a Bad Name- （3分42秒）
2. レイズ・ユアー・ハンズ -Raise Your Hands-
3. レット・イット・ロック -Let It Rock-

## 収録アルバム
オリジナルアルバム
- 『ワイルド・イン・ザ・ストリーツ』

ベスト・アルバム
- 『クロス・ロード』
- 『TOKYO ROAD〜ベスト・オブ・ボン・ジョヴィ-ロック・トラックス』
- 『グレイテスト・ヒッツ』

## カヴァー
- 青山テルマ - 『MY COVERS』（2012年）

## 楽曲使用例
- 日清食品『日清カップヌードル』「この味は、世界にひとつ。-BON JOVI 篇-」（2010年）
  - 『日清カップヌードル』のCM「この味は、世界にひとつ。」シリーズの第4弾CMソングとして起用[2]。同CMシリーズでは、サビの部分をユニークな替え歌で歌うのが特徴で、本楽曲でもボン・ジョヴィのライヴ映像に併せて日本語の歌詞を熱唱するというものであった[1]。ちなみに2010年は本楽曲も収録されたベスト・アルバム『グレイテスト・ヒッツ』がリリースされている。
- 日本のお笑い芸人・椿鬼奴がネタに使用する曲のひとつ。
- 阪神タイガース・新井良太内野手のテーマ曲（2011年シーズンのみ）
- テレビ埼玉で放送される大宮アルディージャの試合中継「ARDIJA EXCITE MATCH」のオープニング曲、およびCMソング